# Заусенец

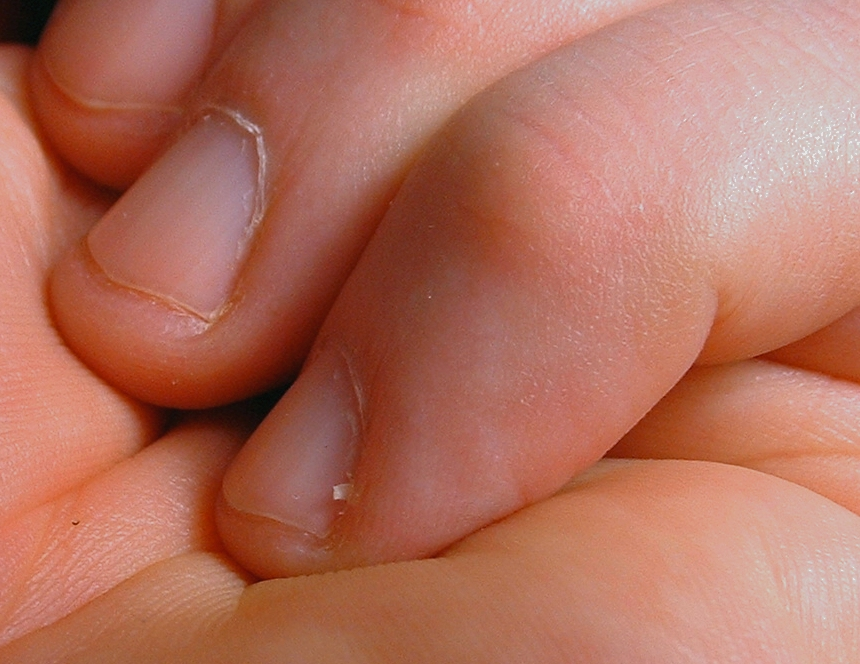
Заусенец на мизинце

Заусе́нец, заусе́ница (лат. reduvial) — разрыв кожи ногтевого валика. Обычно появляется на боковом (латеральном) валике, поскольку в этом месте кожа чаще подвергается механическому воздействию, хотя может возникнуть и на заднем валике.

## Причины
Вероятность возникновения заусенца тем выше, чем суше кожа рук. Из-за сухости очень тонкий ногтевой валик теряет упругость и легко рвётся при механическом воздействии. Разумеется, интенсивное воздействие на пальцы также увеличивает риск возникновения заусенцев, причём необязательно травмирующее.
Под заусенец может попадать инфекция, что приводит к гнойному воспалению ногтевого валика — паронихию.

## Лечение
Заусенцы следует аккуратно срезать маникюрными ножницами или щипчиками, после чего обработать повреждённый ногтевой валик дезинфицирующим средством. Не следует отрывать заусенец, так как часто при этом отделяется большой фрагмент кожи, увеличивая риск инфицирования раны.